# Omboué
Omboué è un centro abitato del Gabon, situato nella provincia di Ogooué-Maritime.